# Eurema floricola
Espèce
Eurema  floricola est un insecte lépidoptère de la famille des Pieridae, de la sous-famille des Coliadinae et du genre Eurema présent en Afrique.

## Dénomination
Eurema floricola a été nommé par Jean-Baptiste Alphonse Dechauffour de Boisduval en 1833.

### Noms vernaculaires
Ce papillon se nomme en anglais Malagasy Grass Yellow .

### Sous-espèces
- Eurema floricola floricola présent à Madagascar.
- Eurema floricola aldabrensis Bernardi, 1969; présent aux Seychelles
- Eurema floricola anjuana (Butler, 1879) présent dans l'archipel des Comores
- Eurema floricola ceres (Butler, 1886) à l'Île Maurice et à La Réunion, sous-espèce endémique des Mascareignes
- Eurema floricola leonis (Butler, 1886)
- Eurema floricola nivea Berger, 1981[1].

## Description
C'est un  papillon d'une envergure variant de 35 mm à 38 mm pour les mâles et 37 mm à 40 mm pour les femelles.
Il est de couleur jaune d'or avec sur la face antérieure une large bordure marron à l'apex.

## Biologie
Eurema floricola vole toute l'année .

### Parasitime
Les chenilles d'Eurema floricola sont très parasitées par une micro-guêpe de la famille des Braconidés.

### Plantes hôtes
Ses plantes hôtes sont des Caesalpinia, des Desmanthus, des Leucaena dont Leucaena leucocephala et des Mimosa,.

## Écologie et distribution
Il est présent dans le centre de l'Afrique, à Madagascar, dans l'Archipel des Comores, à l'Île Maurice et à La Réunion.

### Biotope
Eurema floricola réside à basse altitude.

### Protection
Pas de statut de protection particulier.